# ア・グアルダ

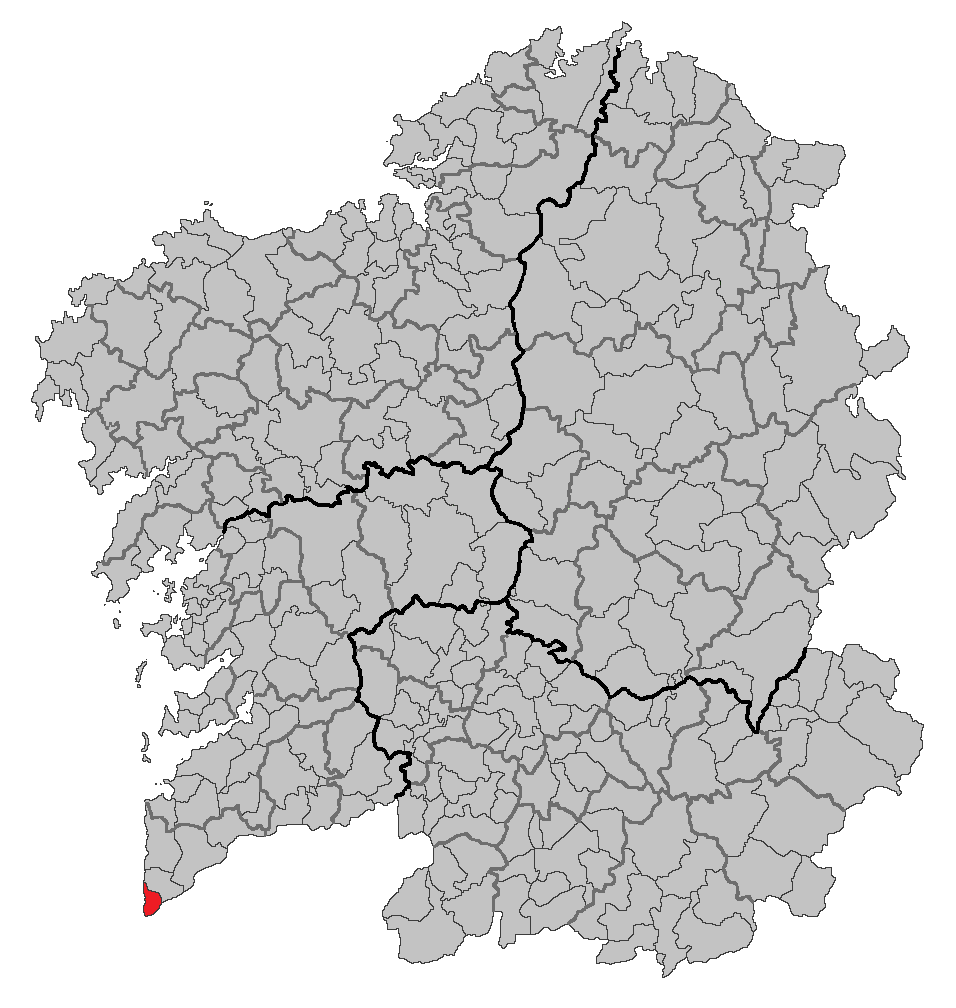
ガリシア州内の位置

ア・グアルダ（A Guarda）は、スペイン、ガリシア州、ポンテベドラ県の自治体、コマルカ・ド・バイショ・ミーニョに属する。ガリシア州の最西南端、ミーニョ川の河口に位置する。ガリシア統計局によると、2012年の人口は10,453人（2010年：10,472人、2009年：10,425人、2004年：10,162人）である。カスティーリャ語による表記はLa Guardia（ラ・グアルディア）。
ガリシア語話者の自治体住民に占める割合は97.23%（2001年）。

## 地理
ア・グアルダはポンテベドラ県の南西部に位置し、コマルカ・ド・バイショ・ミーニョに属する。隣接する自治体は、北のオ・ロサルのみで、西は大西洋に面し、南はミーニョ川に接し、対岸はポルトガルである。自治体の中心地区はア・グアルダ教区のア・グアルダ地区である。
ア・グアルダはトゥイ司法管轄区に属す。

### 人口
住民は3の教区の36の地区（集落）に居住する。
| ア・グアルダの人口推移 1900－2010                       |
|                                                         |
| 出典:INE（スペイン国立統計局）1900年 - 1991年、1996年 - |

## 歴史
この地の歴史は、その地理的条件に恵まれ、自然環境も豊かで、また戦略的要衝の地でもあるため、遥か古の時代からの痕跡が残されている。最も古い人類の足跡はミーニョ川流域の谷の段丘にいくつも残されており、最古のものはおよそ1万2000年前のものと考えられている。

## 政治
自治体首長はガリシア社会党（PSdeG-PSOE）のホセ・マヌエル・ドミンゲス・フレイタス（José Manuel Domínguez Freitas）、自治体評議員は、ガリシア社会党：8、ガリシア国民党（PPdeG）：6、ガリシア民族主義ブロック（BNG）：2、CG：1となっている（2011年5月22日の自治体選挙結果、得票順）。
| 1999年6月13日自治体選挙 |        |        |          |
| 政党                    | 得票数 | 得票率 | 獲得議席 |
| PPdeG                   | 2,598  | 44.91% | 6        |
| PSdeG-PSOE              | 1,341  | 23.18% | 3        |
| BNG                     | 1,045  | 18.06% | 2        |
| EU-IU                   | 747    | 12.91% | 2        |

| 2003年5月25日自治体選挙 |        |        |          |
| 政党                    | 得票数 | 得票率 | 獲得議席 |
| PPdeG                   | 2,453  | 37.53% | 7        |
| PSdeG-PSOE              | 2,435  | 37.26% | 7        |
| IV.DO.BM.               | 731    | 11.18% | 2        |
| BNG                     | 500    | 7.65%  | 1        |
| I.D.GU                  | 319    | 4.88%  | 0        |
| EU-IU                   | 42     | 0.64%  | 0        |

| 2007年5月27日自治体選挙 |        |        |          |
| 政党                    | 得票数 | 得票率 | 獲得議席 |
| PSdeG-PSOE              | 3,009  | 47.30% | 9        |
| PPdeG                   | 1,930  | 30.34% | 5        |
| TEGA                    | 683    | 10.74% | 2        |
| BNG                     | 666    | 10.47% | 1        |

| 2011年5月22日自治体選挙 |        |        |          |
| 政党                    | 得票数 | 得票率 | 獲得議席 |
| PSdeG-PSOE              | 2,698  | 45.29% | 8        |
| PPdeG                   | 1,938  | 32.53% | 6        |
| BNG                     | 759    | 12.74% | 2        |
| CG                      | 303    | 5.09%  | 1        |
| I.V.x GALICIA           | 169    | 2.84%  | 0        |

## 史跡
- サンタ・テグラのカストロ（Castro de Santa Tegra） - サンタ・テグラ山に残されているカストロ文化時代のカストロ遺跡。1931年には国の歴史記念物（Monumento Histórico Artístico Nacional）に登録され、民主化後には文化財（Ben de Interese Cultural）に指定されている。

## 祭り
ア・グアルダでは1913年以来8月の第2日曜日にフェスタ・ド・モンテ（山祭り）がおこなわれている。2009年7月に州政府シュンタ･デ･ガリシアによってガリシア州の観光資産（Festas de interese turístico de Galicia）として登録された。

## 教区
ア・グアルダは3の教区に分けられる。太字は自治体中心地区のある教区。
- カンポサンコス（サンタ・イサベル）
- ア・グアルダ（サンタ・マリーア）
- サルシードス（サン・ロウレンソ）